# Шукевич, Вандалин Александрович
Шуке́вич Вандали́н Алекса́ндрович (1852, деревня Нача Лидского повета ― 1919, там же) ― белорусско-польский археолог, этнограф, фольклорист и краевед, член-корреспондент Краковской Академии наук (1901). Член Виленского общества друзей наук.

## Биография
Родился в семье лидского адвоката Александра Шукевича и Алины Волк-Карачевской. Двоюродный брат известного польского поэта и драматурга Матея Шукевича. Учился в частных школах Вильны и Варшавы. Потом жил в Наче. Первая жена Шукевича умерла, со второй жизнь не сложилась. Дочь Ванда Алина вышла замуж за Теодора Нарбута.
Занятия хозяйством, частые поездки по окрестностям, давали Вандолину Шукевичу возможность найти следы старых поселений. Первые наблюдения и открытия курганов и захоронений, которые были обозначены большими камнями, пробудили интерес к археологическим исследованиям. Первые раскопанные могилы, находившиеся близ Начи, он описал, отразил в рисунках найденные памятники старины и передал статью в «Иллюстрированный еженедельник» («Tygodnik iIlustrowany»). С тех пор археология стала его жизненным увлечением и ежедневным занятием. Понимал, что ему не хватает знаний по предмету, что недостаточно владеет исследовательской деятельностью, поэтому выписывал из Вильны и Варшавы нужные книги, журналы. Завязал знакомство с опытными исследователями, как, например, с Зигмунтом Глогером и Эразмом Маевским из Варшавы, установил письменные связи с доцентом Владимиром Деметрикевичем из Кракова. Он сам приобрел в Вильне и Белоруссии славу знатока и исследователя прошлого, и из разных мест получал письма с археологическими вопросами.
Поселившись в Вильно, Шукевич посвятил себя не только научным интересам, но журналистике: писал статьи и очерки в местные газеты «Литовский курьер», «Виленский посланец» и др. Статьи по археологии публиковал также в варшавских газетах. Но основным источником его доходов в то время стала книгарня, где он вёл канцелярию и подбирал книги для продажи. Часто сам стоял за прилавком.
В Вильне он вошёл в среду любителей древностей и был избран председателем тайного Общества почитателей древности и человековедения, известного как археологический кружок. Его члены главной своей целью поставили сбор народных реликвий, культурных ценностей, а также их защиту от уничтожения или вывоза из Вильнюса.
Помня, какая судьба постигла Виленскую археологическую комиссию и музей древностей, свою организацию не регистрировали и работали конспиративно. Регулярные заседания проходили в частных домах членов общества.
Проект создания такой организации возник в 1898 году, а инициаторами были Люциан Узембла (1864—1942), литератор и коллекционер, Станислав Булгаровский (1872—1935), адвокат и нотариус, Бронислав Муравский, горный инженер, и Казимир Падерня (1842—1910), историк и исследователь виленских памятников.
Кружок под председательством Вандолина Шукевича функционировал до 1906 года, и в течение этого времени его членами были около тридцати лиц, главным образом представители виленской интеллигенции: писатели, художники, юристы, издатели, деятели просвещения, среди них Бронислав Умястовский (1863—1933), купцы и инженеры.
Предметом заботы археологического кружка была консервация живописи в старых костелах Вильно. Одной из важнейших задач, которое реализовывал археологический кружок, было спасение от полного исчезновения Тракайского замка. Он превращался в руины, а кирпичи из его стен использовали для строительства жители ближайшего окрестностей. Официальным хозяином на основании договора аренды с городом Тракай стал Шукевич. Он также получил как известный исследователь согласие от правительственной археологической комиссии из Петербурга на ведение археологических исследований в замке и на острове, а также на проведение ремонтных работ.
Цены на ремонтные работы были высокими, поэтому Шукевич приказал выжечь специальные кирпича и купил цемент. Со временем общественные пожертвования угасли, а поступления в качестве членских взносов были небольшими, часто расходы покрывал сам Шукевич. Это привело к ссорам в семье и финансовым проблемам. Но благодаря его вмешательству квадратная башня замка была спасена.
В 1907 году в Вильно было создано Общество друзей наук, и оно перехватило опеку над консервацией замка. Шукевич свои обязанности передал Иосифу Едковскаму, являвшемуся официальным консерватором памятников старины в губерниях Северо-Западного края, назначенным Императорским археологическим обществом.
При Обществе друзей наук был организован музей. Шукевич, как опекун археологических сборов, заказал витрины и оборудовал хранилище, а также экспозицию. Очень часто он сопровождал по музею экскурсии.
Мирную жизнь прервала Первая мировая война. Памятники старины из музея были вывезены в Москву и Петербург, многое пропало при военных действиях.
В начале Первой мировой войны Шукевич вернулся в Начу. У него гостили друзья по научным интересам, в частности некоторое время проживал профессор и антрополог Юлиан Талько-Гринцевич, с которым Шукевич проводил в окрестностях Начи раскопки. Несколько раз приезжал в Начу председатель Польского краеведческого варшавского общества Казимир Кульвец, виленский ботаник Кароль Карпович.
В Начи Шукевич организовал кооператив и магазин, а также создал земледельческий кружок с целью повышения уровня сельского хозяйства. Часто за собственные деньги выписывал семена, которые раздавал крестьянам на испытание. Если урожай был хороший, крестьяне приходили к Шукевичу с просьбой, чтобы больше заказал таких семян, и за них платили. По предложению Вильнюсского земледельческого общества Шукевич организовал 5 опытных полей для испытания искусственных удобрений и новых сортов картофеля и овса. Эксперимент удался. Члены сельскохозяйственного кружка в Наче купили также жатки, получив большую пользу при сборе урожая. О деятельности сельскохозяйственного кружка В. Шукевич опубликовал отчет в виленском журнале «Рассвет» («Jutкzenka»). В Наче Шукевич учредил совет гмины, председателем которой был сам.
Шукевич, пользуясь тем, что немцы во время войны не интересовались делами образования, в 1916—1917 гг. основал 18 так называемых элементарных (простых) польских школ в окрестностях Начи, пригласил из города учителей, обеспечивал детей учебниками, карандашами и т. д., одалживал книги из собственной библиотеки, ими пользовались не только молодежь, но и взрослые. Шукевич присматривал за работой учителей и написал для них учебник под названием «Обязанности народных учителей». Он не был напечатан, но расходился в рукописях.
Часовня с захоронениями семьи Шукевичей долгое время стояла разрушенной. Крестьяне, зная Шукевича как кладоискателя, рассчитывали найти там сокровища. В 2004 году часовню привели в порядок, теперь в ней есть алтарь и склеп с останками Шукевича и его семьи.

## Археологические изыскания
С 1883 года Шукевич исследовал археологические памятники на северо-западе Белоруссии и юге Литвы. На основе археологических материалов, которые наносил на карты, Шукевич пытался воссоздать старинные поселения, при этом полемизировал со взглядами предшественников, в том числе и с Теодором Нарбутом, который все археологические памятники в Литве относил к временам появления литовцев на исторической арене. Шукевич высказывал мнение, что уже в эпоху каменного века этот край был плотно заселен, а некоторые местности были обжиты ещё до прихода литовских племён.
Современные польские и белорусские исследователи подчеркивают, что в ходе исследования раскопок были обнаружены стоянки почти из всех эпох древней истории и раннего средневековья. Шукевич первый открыл в Белоруссии стоянки с предметами старины, относящиеся к средней эпохи каменного века (мезолита), из которых собрал многочисленные инструменты, сделанные из кремния (Шукевич, «Каменная эпоха в Виленской губернии», «Святовид», 1901, т. 3). Он также открыл самые старые неолитическая захоронения в белорусском части побережья Немана в урочище Ланкишки, исследовав их в 1911, 1913 и 1914 годах. На площади 3600 м² открыл более 80 захоронений, где в большинстве тела были сожжены, сохранились три скелета. В захоронениях находились каменные изделия и осколки посуды. Многие черепки были украшены орнаментом.
На полях Начи, в Зубишках, Чапялюнах, Рудне и других местах исследованные им захоронения относятся к временам доисторическим или к раннему железному веку. Курганы римских времен (начало нашей эры) он исследовал в местностях Версака и Вильканцы. В урочище Плитница исследовал захоронения неолита.
В сфере интересов Шукевича были объекты, которые современные исследователи определили как каменные могилы. К этой группе было отнесено первое захоронение, раскопанное Шукевичем в 1883 году недалеко от Начи. Шукевич предполагал, что его необходимо отнести к эпохе раннего каменного века.
Всего Шукевич открыл более 130 памятников каменного века, провёл раскопки грунтовых и курганных могильников близ деревень Нача, Пузели, Вензовщина, Дворчаны, Опановцы, Сырни, Чернишки, Ланкишки, Плитница и др. Исследовал 16 курганов и 396 захоронений типа жальников XIII—XIV вв. Стремился проследить эволюцию обряда похорон от неолита до времён Великого княжества Литовского. Первым из белорусских археологов стал проводить химические анализы находок.
Собрал богатейшую археологическую коллекцию, часть материалов передал в музеи Вильно, Кракова и Москвы.

## Фольклорные исследования
Опубликовал несколько десятков работ по фольклору. Всего им сделано более 400 записей. Это собрание дополняется 15 легендами, преданиями и 159 верованиями. Собранную информацию, готовя к печати, Шукевич разделил на семь основных частей, охватывающих всю человеческую жизнь от рождения до смерти. Полностью статью опубликовал в «Висле» под названием «Верования и народная практика». По этой же теме обширную работу поместил в «Литовском ежеквартальнике» (т. II, 1910) под названием «Некоторые верования, суеверия и предрассудки нашего народа. Легенды и предания». В этом же ежеквартальнике (т. IV) изложил свой взгляд на долю крестьян и причины их отсталости: «Крестьяне были нашими братьями по крови и плоти, которые изначально были такими свободными, как и мы, и которых, использовав слабость королей, постановлениями сеймов спихивали всё ниже, и, наконец, руководствуясь своим эгоизмом, вопреки общим интересам, сделали их почти невольниками…»
В V томе «Литовского ежеквартальника» он поместил статью «Давние лекарственные средства». Для этой статьи использовал рукопись своего тестя Волк-Карачевского, содержавшую обширный список способов лечения средствами, которые ещё в XVIII веке считались эффективными.
В журнале «Земля» поместил описание обычаев, связанных с выпечкой хлеба. Здесь находится информация о посуде, используемой на различных этапах процесса выпечки хлеба, приготовления зерна, помола, приготовлении и хранении опары, замес теста и выпечка хлеба. Обратил внимание на то, как люди ценили хлеб, потому что «в понимании людей хлеб как важнейшая основа его пищи … данный Богом, есть Божьим подарком, потому достоин не только уважения, но и почитания. В соответствии с этими понятиями обращаются с хлебом, также и с зерном, из которого пекут хлеб, очень осторожно. Как будто боятся, чтобы несоответствующим поведением не разгневать Господа Бога».
Шукевич при раскопках нашёл несколько каменных топоров, которые местные крестьяне называли «перуновыми стрелами». Шукевич записал легенду, из которой следовало, что эти стрелы метает вниз Перун при сильной грозе раз в 12 лет. Крестьяне считали топоры волшебными и исцеляющими от болезней. Находили топоры довольно часто, и жители дробили их, крошили и применяли порошок при болезнях желудка, давали коровам. Хозяйки замешивали его в тесто ― хлеб выпекался вкуснее.

## Некоторые публикации
- Poszukiwania archeologiczne w powiecie lidzkim guberni Wileńskiej, Kraków 1907.
- Roboty w celu podtrzymania murów zamku w (nieczytelnie) i badania przeprowadzone w r. 1905, BJ, sygn. 62210 II.
- Szkice z archeologii prehistorycznej Litwy, cz.1. Epoka kamienna w guberni Wileńskiej, Wilno 1901.